# 田川行文
田川 行文（たがわ ゆきぶみ）は、鎌倉時代前期に出羽国田川郡（現・鶴岡市田川）を本拠地として、田川郡郡司を自称した豪族。奥州藤原氏の郎党。

## 人物
一般的には、田川太郎（たがわ たろう）と呼ばれている。
文治5年（1189年）、鎌倉幕府の奥州征伐に際し、主君・藤原泰衡の命を受け、秋田致文と共に、越後国方面より北進してきた比企能員と、宇佐美実政の率いる幕府軍と戦って敗れ、さらし首にされた。
行文の墓は、田川氏の菩提寺である蓮華寺があった所と言われる、鶴岡市田川字蓮花寺の北端にある。